# Cățeleni, Hîncești
Cățeleni este un sat din raionul Hîncești, Republica Moldova.

## Geografie
Se află în apropierea Prutului, pe partea dreaptă a șoselei Chișinău–Leușeni, la 17 km depărtare de vamă, la 18 km sud de orașul Nisporeni, la 54 km de stația calea ferată Bucovăț, la 35 km de Lăpușna și la 85 km de Chișinău. Localitatea se învecinează cu satele Bălăurești, Nemțeni, Obileni, Bujor.

## Istorie
Localitatea a fost menționată documentar pentru prima dată în anul 1565:
„Suret tălmăcit de pe sârbie de pe ispisoc de la Alexandru voievod, din leat 7073 <1565> iulie 25.

Alexandru voievod, cu mila lui Dumnezeu, domn al Țării Moldovei. Iată am dat și am miluit domnia mea pre sluga noastră Hăbiac bătrânul cu o bucată de pământ, ce iaste pe lângă hotarul Hlăpeștilor, pe din sus și printre pârâul Velișoaei, începându-se din hotarul Cățălenilor unde cade în obârșia pârâului Velișoaei, iară de acolo la vale matca pârâului Velișoaei până și la Prut, ...”

## Demografie

### Structura etnică
Structura etnică a localității conform recensământului populației din 2004:
| Grup etnic                                               | Populație | % Procentaj  |
| -------------------------------------------------------- | --------- | ------------ |
| Băștinași declarați Moldoveni Băștinași declarați Români | 1355 4    | 99,49% 0,29% |
| Ruși                                                     | 2         | 0,15%        |
| Ucraineni                                                | 1         | 0,07%        |
| Total                                                    | 1362      |              |

## Administrație și politică
Componența Consiliului local Cățeleni (9 consilieri), ales la 5 noiembrie 2023, este următoarea:
|  | Partid                            | Consilieri | Componență | Componență | Componență | Componență | Componență | Componență | Componență |
|  | --------------------------------- | ---------- | ---------- | ---------- | ---------- | ---------- | ---------- | ---------- | ---------- |
|  | Partidul Social Democrat European | 7          |            |            |            |            |            |            |            |
|  | Partidul Acțiune și Solidaritate  | 2          |            |            |            |            |            |            |            |